# Новый большой англо-русский словарь
Но́вый большо́й а́нгло-ру́сский слова́рь (НБАРС) — один из наиболее объёмных и подробных двуязычных словарей в мире (250 тыс. словарных статей в трёх томах). Впервые вышел в издательстве «Русский язык» в 1993 и 1994 годах. В 1997 году вышло второе исправленное издание. Затем неоднократно стереотипно переиздавался.

## История
НБАРС являлся дальнейшим развитием двухтомного «Большого англо-русского словаря», впервые изданного в 1972 году под редакцией И. Р. Гальперина (работа над словарём началась ещё в 1958 году), содержащего около 150 тысяч словарных статей.
В 1993—1994 годах словарь (содержится около 250 тысяч словарных статей) вышел под общим руководством и редакцией академика Ю. Д. Aпpесяна и профессора Э. М. Медниковой.
В конце 1990-х годов российская компания «МедиаЛингва» выпустила электронный словарь «МультиЛекс», английский модуль которого представлял собой цифровую версию НБАРС. Одна из последних выпускавшихся версий, содержавших НБАРС — многоязычный «МультиЛекс Делюкс 6.4» (2007 г.).

## Издания
первое
- Новый большой англо-русский словарь: в 3 т. Около 250000 слов = New English-Russian dictionary / Апресян Ю. Д., Медникова Э. М. Петрова А. В. и др.; Под общ. рук. Э. М. Медниковой и Ю. Д. Апресяна. — М.: Русский язык, 1993. — Т. 1: A—F. — 832 с. — ISBN 5-200-01848-X, ISBN 5-200-01849-8.
- Новый большой англо-русский словарь: в 3 т. Около 250000 слов = New English-Russian dictionary / Апресян Ю. Д., Медникова Э. М. Петрова А. В. и др.; Под общ. рук. Э. М. Медниковой и Ю. Д. Апресяна. — М.: Русский язык, 1993. — Т. 2: G—Q. — 828 с. — ISBN 5-200-01954-0.
- Новый большой англо-русский словарь: в 3 т. Около 250000 слов = New English-Russian dictionary / Апресян Ю. Д., Медникова Э. М. Петрова А. В. и др.; Под общ. рук. Э. М. Медниковой и Ю. Д. Апресяна. — М.: Русский язык, 1994. — Т. 3: R—Z. — 824 с. — ISBN 5-200-01955-9.

второе
- Новый большой англо-русский словарь: в 3 т. Около 250000 слов = New English-Russian dictionary / Апресян Ю. Д., Медникова Э. М. Петрова А. В. и др.; Под общ. рук. Э. М. Медниковой и Ю. Д. Апресяна. — 2-е изд., испр. — М.: Русский язык, 1997. — Т. 1: A—F. — 832 с. — ISBN 5-200-02328-9.
- Новый большой англо-русский словарь: в 3 т. Около 250000 слов = New English-Russian dictionary / Апресян Ю. Д., Медникова Э. М. Петрова А. В. и др.; Под общ. рук. Э. М. Медниковой и Ю. Д. Апресяна. — 2-е изд., испр. — М.: Русский язык, 1997. — Т. 2: L—Q. — 828 с. — ISBN 5-200-02372-6.
- Новый большой англо-русский словарь: в 3 т. Около 250000 слов = New English-Russian dictionary / Апресян Ю. Д., Медникова Э. М. Петрова А. В. и др.; Под общ. рук. Э. М. Медниковой и Ю. Д. Апресяна. — 2-е изд., испр. — М.: Русский язык, 1997. — Т. 3: R—Z. — 824 с. — ISBN 5-200-02373-4.